# Toptschicha
Toptschicha (russisch Топчи́ха) ist ein Dorf (selo) in der Region Altai (Russland) mit 8815 Einwohnern (Stand 14. Oktober 2010).

## Geographie
Der Ort liegt etwa 70 km Luftlinie südwestlich des Regionsverwaltungszentrums Barnaul auf dem Obplateau am gleichnamigen Flüsschen, das beim Ort in den linken Ob-Nebenfluss Bolschaja Kalmanka (Große Kalmanka) mündet.
Toptschicha ist Verwaltungssitz des Rajons Toptschichinski sowie Sitz und einzige Ortschaft der Landgemeinde Toptschichinski selsowet.

## Geschichte
Das Dorf wurde 1915 im Zusammenhang mit dem Bau der Eisenbahnstrecke Nowonikolajewsk (heute Nowosibirsk) – Barnaul – Semipalatinsk (Semei), des ersten Teilabschnitts der späteren Turksib, gegründet. 1932 wurde der Verwaltungssitz des 1924 gegründeten Tschistjunski rajon aus dem 17 km südsüdöstlich am linken Ufer des Alei gelegenen Dorf Tschistjunka nach Toptschicha verlegt und der Rajon umbenannt. Von 1966 bis 1992 besaß der Ort den Status einer Siedlung städtischen Typs.

### Bevölkerungsentwicklung
| Jahr | Einwohner |
| ---- | --------- |
| 1939 | 5265      |
| 1959 | 7861      |
| 1970 | 7840      |
| 1979 | 7852      |
| 1989 | 9069      |
| 2002 | 9375      |
| 2010 | 8815      |

Anmerkung: Volkszählungsdaten

## Verkehr
Toptschicha liegt bei Streckenkilometer 307 der Eisenbahnstrecke Nowosibirsk – Barnaul – Semei (Kasachstan). Knapp 15 km südöstlich des Ortes verläuft die Fernstraße A349 Nowoaltaisk – Barnaul – Rubzowsk – kasachische Grenze.

## Söhne und Töchter der Stadt
- Wiktor Perewersew (* 1958), russisch-sowjetischer Ruderer und Olympiazweiter